# Escultures de lleó de Ca n'Oliver
Les escultures de lleó de Ca n'Oliver són tres fragments de pedra que es van trobar al jaciment ibèric de Ca n'Oliver, situat en un turó de la Serralada Litoral Catalana del complex de Collserola. Van ser recuperats rere les obres de l'eixamplament del carrer de València al barri de Montflorit de Cerdanyola del Vallès (Vallès Occidental). Aquestes peces corresponen, segurament, a dues escultures zoomorfes de lleó diferents, en què dues de les quals (la núm. 1 i la núm. 3) formen part d'una mateixa figura i la núm. 2, d'una altra. Les seves datacions s'han atribuït al període de fase 1 d'ocupació de l'assentament laietà, el qual comprèn els anys 525-425 aC (segles VI i V aC), i es dedueix pel seu caràcter simbòlic d'animal protector de tombes que l'emplaçament original podria haver estat la necròpolis del poblat.
Dels ibers s'han trobat nombroses representacions escultòriques d'animals, les més abundants de les quals són: els cànids (gossos i llops), els bòvids, les feres, els èquids, els animals fantàstics, les aus i els ovicaprins. El lleó, que se situaria dins del grup de les feres, és una bèstia que no es troba enlloc de la península Ibèrica i per això es creu que la població de llavors va tenir influències del món fenici i grec, els quals van introduir-lo durant l'etapa en què van estar en aquesta zona.

## Descripció

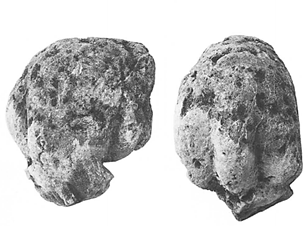
Imatge de la peça núm. 2. Font: Barrial et al., 1985.

La primera peça es tracta d'un fragment constituït per una part de l'abdomen i de les extremitats posteriors d'un lleó. La cua passa entre les potes separades, creua el ventre de l'animal, descriu una corba a la dreta i reposa damunt el llom, però hi manca el final. La peça està escapçada transversalment, just al límit que marca la cua respecte al cos. Les potes, trencades per sota dels genolls, estan inclinades, com si l'animal estigués assegut. També s'ha observat que l'escultura es va buidar per sota el ventre.
La segona peça és el fragment més rodat i, per tant, el més mal conservat. La seva forma és pràcticament idèntica a la primera; així i tot, s'hi observa un trenc que sembla correspondre a un nexe que devia unir l'escultura a algun altre element, característica que permet diferenciar aquesta resta de la primera.
La tercera peça es tracta de la part de les potes davanteres d'un lleó i de la base que devia sustentar l'escultura (podi). El trenc ens indica que les potes davanteres (molt gràcils) devien estar estirades, en posició de repòs, i que el cos de l'animal devia descansar directament sobre el podi.